# Сатерейска мармозетка
Сатерейската мармозетка (Callithrix saterei) е вид бозайник от семейство Остроноктести маймуни (Callitrichidae).

## Разпространение
Видът е разпространен в Бразилия (Амазонас).